# Patrick E. Vigren
Patrick Emanuel Vigren, född den 28 april 1977, är en svensk läkare och politiker. 2003-06 ordförande för Kristdemokratiska Studentförbundet. 2017 disputerade han även vid Linköpings universitet som Medicine Doktor.

## Biografi
Vigren grundade Svenska Läkaresällskapets Kandidatförening (svenska läkarstudenters vetenskapliga organisation) tillsammans med Ernesto Sparrelid och Mattias Sköld. Sedan 2003 är han också föreningens hedersordförande.
Han har innehaft politiska uppdrag för Kristdemokraterna.